# Soraya Jadue
Soraya Jadue Ariaza (Valdivia, 5 de febrero de 1975) es una remera chilena. Compitió en el evento de scull individual femenino en los Juegos Olímpicos de 2000 en Sídney, los de 2004 en Atenas y los de 2008 en Beijing. También fue la abanderada de su país en la ceremonia de clausura de los Juegos Olímpicos de 2008.
Jadue fue declarada hija ilustre de su ciudad natal Valdivia por el alcalde Omar Sabat, después de haber ganado la medalla de bronce en los Juegos Panamericanos de 2015 en Toronto.
Pese a que había anunciado su retiro en 2015, junto a Melita Abraham, Antonia Abraham e Isidora Niemeyer, consiguió la medalla de oro en la prueba femenina de cuatro pares de remos cortos en los Juegos Panamericanos de 2019, así como una medalla de bronce en la prueba individual de par de remos cortos.